# Herb gminy Tymbark

Herb Gminy Tymbark

Herb gminy Tymbark – znak heraldyczny reprezentujący Gminę Tymbark w powiecie limanowskim. Przedstawia na tarczy późnogotyckiej w polu błękitnym złotą majuskułę "K" w stylu gotyckim, a nad nią otwartą koronę. 
Herb w swej symbolice nawiązuje do historii Tymbarku i czasów, kiedy były to ziemie królewskie:
- błękitna barwa tarczy herbowej w przeszłości była charakterystyczna dla miast królewskich,
- złota litera K oraz korona symbolizują króla.